# Akihiko Nakamura
Akihiko Nakamura (jap. 中村 明彦, Nakamura Akihiko; * 23. Oktober 1990 in Nagoya) ist ein japanischer Leichtathlet, der sich auf den Zehnkampf spezialisiert hat, aber auch in anderen Disziplinen an den Start geht.

## Sportliche Laufbahn
Erste internationale Erfahrung sammelte Akihiko Nakamura bei den Jugendweltmeisterschaften 2007 in Ostrava, bei denen er mit 2,04 m im Hochsprung in der Qualifikation ausschied. 2011 gewann er bei den Asienmeisterschaften in Kōbe mit 7478 Punkten die Silbermedaille hinter dem Iraner Hadi Sepehrzad. 2012 qualifizierte er sich im 400-Meter-Hürdenlauf für die Olympischen Spiele in London und wurde bereits im Vorlauf disqualifiziert. Die Asienmeisterschaften 2013 in Pune beendete er mit 7620 Punkten auf dem Silbermedaillenrang hinter dem Kasachen Dmitri Karpow. Auch im Jahr darauf gewann er bei den Hallenasienmeisterschaften in Hangzhou mit 5693 Punkten die Silbermedaille hinter Karpow und gewann bei den Asienspielen im südkoreanischen Incheon mit 7828 Punkten Bronze. 2015 siegte er mit 7773 Punkten bei den Asienmeisterschaften in Wuhan und qualifizierte sich damit für die Weltmeisterschaften in Peking, bei denen er mit 7745 Punkten auf Rang 16 gelangte. 2016 siegte er zudem im Siebenkampf mit 5831 Punkten bei den Hallenasienmeisterschaften in Doha. Im Sommer nahm er an den Olympischen Spielen in Rio de Janeiro teil und belegte mit 7612 Punkten den 22. Platz.
Auch 2017 nahm er an den Weltmeisterschaften in London teil und wurde diesmal mit 7646 Punkten Rang 19. Bei seiner nächsten Teilnahme an den Asienspielen 2018 in Jakarta gewann er mit 7738 Punkten erneut die Bronzemedaille hinter seinem Landsmann Keisuke Ushiro und dem Thailänder Sutthisak Singkhon. Im Jahr darauf gewann er bei den Asienmeisterschaften in Doha mit 7837 Punkten die Bronzemedaille hinter Ushiro und dem Kuwaiter Majed Radhi al-Sayed.
2016, 2017, 2020 und 2021 wurde Nakamura japanischer Meister im Zehnkampf.

## Persönliche Bestleistungen
- Zehnkampf: 8180 Punkte: 12. Juni 2016 in Nagano
  - Siebenkampf (Halle): 5831 Punkte: 21. Februar 2016 in Doha (japanischer Rekord)
- 1500 Meter: 4:14,09 min, 3. Juni 2012 in Nagano
- 400 m Hürden: 49,38 s, 9. Juni 2012 in Osaka
- Hochsprung: 2,10 m, 26. Mai 2007 in Nagoya